# El habilitado
El habilitado es una película filmada en colores de Argentina dirigida por Jorge Cedrón según su propio guion escrito en colaboración con Miguel Briante que se estrenó el 17 de marzo de 1971 y que tuvo como protagonistas a Héctor Alterio, Roberto Cedrón, Ana María Picchio y Walter Vidarte.

## Sinopsis
El vínculo entre cinco empleados de una tienda marplatense que tratan de escalar posiciones sobre su triste situación.

## Reparto
Participaron del filme los siguientes intérpretes:
- Héctor Alterio
- Billy Cedrón
- Ana María Picchio
- Carlos Antón
- Walter Vidarte
- José María Gutiérrez
- Gladys Cicagno
- Marta Gam
- Héctor Tealdi
- Claude Marting
- Alfredo Quesada
- Norberto Pagani
- Pablo Cedrón

## Comentarios
La Opinión opinó:

”Lenguaje fílmico despojado de todo amaneramiento, con imágenes descarnadas…cada uno de los personajes es definido con precisión.”

Jorge Cedrón en Clarín dijo:

”No van a encontrar en mi película esas vastas teorías sobre la realidad que construyen algunos cineastas a la francesa, quiero que encuentren la realidad…no una realidad generalizada, abstracta…En mi película cabe más la estética de un Roberto Arlt, de un Beckett que los firuletes de algunos adictos a la nouvelle vague.”

Manrupe y Portela escriben:

”Buen acercamiento a una historia de oficina, sus mezquindades y la competitividad.”